# Pokrovsk
Pokrovsk (ukrainsk: Покровськ, ukrainsk udtale: [poˈkrɔu̯sʲk]; russisk: Покровск; indtil 2016: Krasnoarmiisk ukrainsk: Красноармі́йськ, russisk: Красноармейск; indtil 1938: Grishino russisk: Гришино; ukrainsk: Гришине,
translit. Hryshyne) er en by og det administrative centrum i Pokrovsk rajon i Donetsk oblast i Ukraine. Før 2020 blev den regnet som en By af regional betydning.
Byen har en befolkning på omkring 61.161 (2021).
I Krigen i Donbass (der startede i foråret 2014) lå byen tæt på frontlinjen med separatisterne i Folkerepublikken Donetsk .
I maj 2016 blev byen omdøbt i henhold til processen med Afkommunisering i Ukraine. til Pokrovsk, til ære for Theotokos forbøn, kendt som Pokrova på ukrainsk.

## Galleri
- Pokrovsk jernbanestation
- Boligblokke Pokrovsk
- Park i det centrale Pokrovsk
- Pokrovsk Kirke